# 新津健二
新津健二（にいつけんじ、1965年9月27日 - ）は、日本のベーシスト、ギタリスト。FIELD OF VIEWの元メンバー。東京都出身。ABO式血液型はO型。

## 来歴
- 元々はスタジオミュージシャンであった。
- 1996年 - 前任である安部潤の勧めで、「DAN DAN 心魅かれてく」でのテレビ出演にて、FIELD OF VIEWに加入。なお、自身はベーシストであるが、安部はキーボーディストである。
- 2002年 - FIELD OV VIEWの解散後、所属事務所をボックスコーポレーションからビーイング傘下のZAIN ARTISTSに移籍して以降、スタジオミュージシャン、レコーディングディレクターとしての活動を行う。

## 人物・エピソード
- 2010年5月 東京・渋谷DUO MUSIC EXCHANGEで行われた浅岡雄也「15th Anniversary 1995-2010 〜Time Machine〜」にて、最後に花束を持って登場した。前もって浅岡本人に知らせておらず、本人も観客も驚いていた。
- 1999年8月6日に放送された「FIELD OF VIEWと一色紗英のロンドン・ロック音楽紀行」にて、バグパイプを吹くシーンがあり、Drumの小橋が「さすが元トランペッター」と言っており、過去にトランペットの経験があるらしい。なお、SINGLES COLLECTION+4の歌詞カードの写真にもトランペットを吹いているシーンがある。
- FIELD OF VIEWの中で、同バンド在籍中に長髪（と言える髪型）にしたことがない唯一のメンバー。1996年5月の加入以来一貫して前髪を垂らした横分けのような髪型を貫いた。
- 現在は、BREAKERZ、DAIGO（音楽活動時）、AKIHIDE（BREAKERZギタリスト）のマネージャーとして活動中。

## レコーディング参加
- 岩田さゆり「あなたはあなた。」「明日は今日より笑っていられますように」「最後のラブレター」
- 北原愛子「思い出にスクワレテモ」
- 後藤康二「追憶（原曲：竹井詩織里）」
- 小松未歩「Last Letter」
- 滴草由実「CALLING ME」「君の本当の君」
- 高岡亜衣「光と風と君の中で」「イイ感じのYou & Me」
- 竹井詩織里「Reflection」
- Bon-Bon Blanco「ありがとう I Love You, yet...」「「好き。」」
- 真中潤「Sky High」
- Ryu「聞こえない告白」
- リュ・シウォン「僕の名前を呼び捨てにしなかった君」
- BREAKERZ

## 主な使用機材
- Sound Trade 5th（NAT×Rosewood Finger board）
- Fender Japan Jazz Bass '75（3TS×Rosewood Finger board）
- Fender Japan Jazz Bass '75（BK×Rosewood Finger board）
- XOTIC XB-1 Black 4 string
- XOTIC XB-2 Custom 5st Bloody Mary
- Ampeg
- EBS（FINAL LIVEにて使用）